# بينوا بوشارد
بينوا بوشارد هو دبلوماسي وسياسي كندي، ولد في 16 أبريل 1940 في روبيرفال في كندا. نشط حزبياً في الحزب الكندي التقدمي المحافظ. وقد انتخب عضو مجلس العموم الكندي.